# دنیس جاپل
دنیس جاپل (انگلیسی: Denis Jäpel؛ زادهٔ ۲۶ مهٔ ۱۹۹۸) بازیکن فوتبال است.
از باشگاه‌هایی که در آن بازی کرده‌است می‌توان به باشگاه فوتبال کارل زایس ینا اشاره کرد.